# الزهراء لنقي
الزهراء لنقي هي ناشطة نسوية، منفية ليبية، وناشطة في مجال حقوق الإنسان، وناشطة في مجال السلام، وخبيرة في مجال النوع الاجتماعي وحل النزاعات وبناء السلام.
وهي متخصصة في الوقاية من التطرف العنيف ومكافحته، وسلام المرأة وأمنها، والوساطة والحوارات الوطنية. يتقاطع بحثها مع المساواة بين الجنسين والتاريخ الإسلامي والميتافيزيقيا والتصوف والروحانية الأنثوية من خلال الأديان المقارنة.
كما أن لنقي هي المؤسس المشارك والرئيس التنفيذي لمنصة المرأة الليبية من أجل السلام (LWPP)، وهي حركة اجتماعية وسياسية تركز على بناء السلام والشمول والمساواة بين الجنسين.
حاز عمل الزهراء على اعتراف دولي من مؤسسة روكفلر، وهيلين كلارك، وميثاق التعاطف بقيادة كارين أرمسترونج.

## الحياة المبكرة
فرت عائلتها من ليبيا في عام 1978 عندما كانت في الثالثة من عمرها إلى لندن. وانتقلوا بعد ذلك إلى القاهرة. وترى الزهراء أن المنفى هو السبب وراء نشأتها وهي تتمتع بحس قوي بالهوية الوطنية.فقد كانت المفارقة واضحة: فهي ليبية وغريبة عن بلدها. "في بعض الأحيان يحرص الليبيون في المنفى على أن يكونوا أكثر تقليدية من الليبيين داخل البلاد." .. "كانت ليبيا بيتنا؛ وكانت في طعامنا وفي بهاراتنا."
كان جدها الأكبر، يوسف لنقي، شخصية محورية في حركة المقاومة ضد الاحتلال الإيطالي، مما تسبب في نفيه من قبل الاحتلال الإيطالي. قام فيما بعد بتمويل أول وفد ليبي إلى الأمم المتحدة (وفد سيرنكا) للتفاوض على استقلال ليبيا في عام 1949.
بعد أن حصلت ليبيا على استقلالها عام 1951، أصبح يوسف لنقي أول رئيس لبلدية بنغازي وعضواً في المؤتمر الوطني العام. والدها أحمد لنقي، المعارض القديم لنظام القذافي، انتُخب بعد الثورة في عام 2012 كعضو في أول مؤتمر وطني منتخب في ليبيا منذ 52 عامًا، وفي عام 2016 كعضو في المجلس الأعلى للدولة.
بعد 33 عاماً، تعود لنقي لتلعب دوراً بارزاً في تحرير ليبيا، هذه المرة بعد حقبة القذافي. في نوفمبر/تشرين الثاني 2011، توجهت لأول مرة إلى طرابلس العاصمة لحضور اجتماع مع منصة المرأة الليبية من أجل السلام، وهي الشبكة التي شاركت في تأسيسها قبل شهر واحد فقط. كان هدف مشروع المرأة الليبية من أجل السلام هو ضمان المشاركة السياسية للمرأة في ليبيا ما بعد القذافي. 

## الحياة المهنية
في عام 2011، شاركت الزهراء في تأسيس منصة المرأة الليبية من أجل السلام (LWPP)، والتي تضم 35 امرأة ليبية قيادية، وعملت هي كمديرة المنظمة.   كما قامت بتنسيق برنامج التمكين السياسي للمرأة الليبية بالتعاون مع هيئة الأمم المتحدة للمرأة ومؤسسة كرامة. 
في عام 2012، ألقت الزهراء محاضرة في مؤتمر TED بعنوان "لماذا فشلت الثورة الليبية وما الذي قد ينجح"  كما شاركت في إنتاج واستضافة برنامج "ليبيا تتحدث"، وهو برنامج تلفزيوني مخصص لتحديات التحول الديمقراطي في ليبيا. 
وقالت الزهراء إنها عندما رأت ما يمكن أن تحققه وسائل التواصل الاجتماعي في مصر، قررت الدعوة إلى "يوم غضب" باستخدام فيسبوك في ليبيا، لكنها الآن تندم على ذلك، قائلة إنه كان ينبغي لها بدلاً من ذلك أن تدعو إلى "أيام وليالي من التعاطف".  وقالت إن الغضب لا يكفي لإحداث إصلاح حقيقي، وأن تحقيق العدالة والكرامة يتطلب التعاطف. 
ومن خلال منبر المرأة الليبية من أجل السلام، قادت الزهراء حملة مناصرة لإصلاح النظام الانتخابي في ليبيا، ونسقت الاجتماعات الأولى بين الناشطين المدنيين وكبار الثوار وضباط الأمن والمخابرات والبرلمانيين بشأن نزع السلاح والتسريح وإعادة الإدماج وإصلاح القطاع الأمني. ترأست الزهراء لنقي مبادرة حزب المرأة الليبرالية من أجل السلام للضغط من أجل إدخال القائمة الموحدة (التناوب بين الذكور والإناث في الأحزاب السياسية) في قانون الانتخابات، والتي ضمنت 17.5% من مقاعد المؤتمر الوطني. 
من عام 2016 إلى عام 2018، أطلقت شراكتين استراتيجيتين مع مؤسستين دينيتين إسلاميتين عريقتين، جامعة الزيتونة والأزهر، في محاولة لجمع المجتمع المدني والزعماء الدينيين من شمال أفريقيا والساحل لمناقشة جهود بناء القدرة على الصمود ضد التطرف وحقوق الإنسان. 
وقد ساهمت الزهراء بشكل كبير في البحوث والأدبيات المتعلقة بالتحول الليبي. في عام 2017، شاركت في محادثات السلام/الحوار التي تقودها الأمم المتحدة في مسار القادة والناشطين السياسيين.  بالإضافة إلى ذلك، وبالشراكة مع معهد الولايات المتحدة للسلام، قادت مشروع بحثي يرسم خريطة للقطاع الديني في ليبيا كوسيلة لفهم الأدوار الحالية والمحتملة للجهات الدينية الفاعلة في بناء السلام ومكافحة التطرف العنيف. في عام 2016، قادت مشروع بحثي حول رأس المال الاجتماعي وبناء الأمة في ليبيا كجزء من سلسلة "رؤية السلام المستدام". كما كتبت العديد من المقالات حول التحول الليبي.
الزهراء لنقي هي عضو في مجموعة ممارسات التحولات الشاملة التابعة لـ IFIT. مجموعة ممارسات التحولات الشاملة التابعة لـ IFIT هي أول خدمة استشارية شاملة في العالم تتناول مجموعة الخيارات الاستراتيجية التي يمكن أن تؤدي إلى حوارات وتحولات أكثر شمولاً في المجتمعات الهشة والمتأثرة بالصراعات. تضم مجموعة الممارسة مجموعة مختارة من الخبراء الرائدين في مجالات مثل التحليل السياسي والاقتصادي، والتسويات السياسية، والتحول الاقتصادي، والإعلام، وحل النزاعات. تقدم مجموعة الممارسة المشورة والتسهيلات المحايدة والمبدعة والواقعية للقادة الاجتماعيين والسياسيين ورجال الأعمال الوطنيين المشاركين في الحوارات الوطنية والتحولات.
شغلت الزهراء منصب عضو المجلس الاستشاري لتقرير التنمية البشرية العربية حول الشباب، ومستشار للجنة التحضيرية للحوار الوطني في ليبيا.
وتعمل أيضًا كمستشار للحوار الوطني الليبي. إلى جانب اللورد ألدرديس، شاركت في رئاسة سلسلة مؤتمرات الحمامات، وهي منصة دولية للحوار والتقدم في العلاقات بين المملكة المتحدة وشمال إفريقيا. 
في عام 2018، انضمت إلى لجنة الأمم المتحدة الاقتصادية والاجتماعية لغرب آسيا (الإسكوا). وتشمل مجالات اهتماماتها أجندة المرأة والسلام والأمن والوقاية من التطرف العنيف.

## التقدير
في يوم المرأة العالمي، الموافق 7 مارس 2014، طلبت صحيفة الجارديان من هيلين كلارك، رئيسة برنامج الأمم المتحدة الإنمائي ورئيسة وزراء نيوزيلندا السابقة، اختيار "سبع نساء يجب مراقبتهن في السياسة العالمية"، وكانت الزهراء النقي واحدة من هؤلاء المختارات. 
في عام 2016، صنفت مجلة "سالت " الزهراء في المرتبة 26 على قائمة تضم 100 امرأة ملهمة تعمل على تمكين المرأة وبناء السلام. 
في عام 2016، تم تسمية الزهراء النقي كواحدة من 23 امرأة ملهمة تناضل من أجل المرأة بموجب ميثاق الرحمة الذي تقوده الباحثة الأكاديمية كارين أرمسترونج. 
في عام 2018، أطلقت مؤسسة روكفلر على الزهراء لقب واحدة من خمس قيادات نسائية أحدثت تغييرًا تحويليًا في جميع أنحاء العالم. 

## الخلفية الأكاديمية
الزهراء لنقي مرشحة لنيل درجة الدكتوراه متخصصة في الدين والعنف والمصالحة في جامعة فريدريش شيلر في يينا. كما حصلت على درجة الماجستير في التاريخ الإسلامي من الجامعة الأمريكية بالقاهرة. 

## أعمال

### المقالات
- على الثائرات السودانيات أن يحذرن من المصير الذي حل بالمرأة في ليبيا. (الغارديان، 2019) [24]
- وفي الذكرى الخامسة والعشرين لمنهاج عمل بكين، هناك حاجة إلى اعتماد منظور محلي. (الأجندة القانونية، 2018)
- تقدير تكلفة العنف ضد المرأة: الإنجازات والأهداف. (السفير العربي، 2019) [25]
- رسم الطريق إلى الأمام بالنسبة للنساء الوسيطات في ليبيا . (رؤى عظيمة، 2018)
- سبع سنوات من الطريق المسدود ليبيا والمرحلة الانتقالية المضطربة (LWPP، 2018)
- إن تجاهل التراث الدستوري الليبي يشكل تحديا كبيرا في مرحلتها الانتقالية. (السفير العربي، 2018) [26]
- حملة #النساء_يُلهمنني محاولة لإعادة اكتشاف جذور الحركة النسائية في ليبيا. (السفير العربي، 2018) [27]
- حظر السفر الآخر الذي لا يتحدث عنه العالم (ذا إندبندنت، 2017) [28]
- القطاع الديني في ليبيا-جهود بناء السلام . (معهد الولايات المتحدة للسلام، 2017) [29]
- الاتفاق السياسي الليبي في ضوء حقوق الإنسان (المفكرة القانونية، 2016)
- قراءة نقدية في الحوار الليبي الذي تقوده الأمم المتحدة والاتفاق السياسي (منشورات مركز دراسات المرأة، 2015)
- النوع الاجتماعي وبناء الدولة في ليبيا: نحو سياسة الإدماج. (مجلة دراسات شمال أفريقيا، 2014) [30]
- الجنس والمرأة والربيع العربي "النوع الاجتماعي وبناء الدولة في ليبيا: نحو سياسة الإدماج". (روتليدج، 2014) [30]
- الصدام المفترض بين الشريعة الإسلامية والمواثيق الدولية الخاصة بحقوق المرأة. (تقرير إلى الديمقراطية، 2013)
- المرأة تقود التغيير في الربيع العربي: المرأة الليبية كعامل للسلام والأمن . (2012)
- المرأة كعامل سلام في ليبيا المؤتمر التكافلي السنوي (مركز جيرهارت للأبحاث في الجامعة الأمريكية بالقاهرة، 2012)
- أسرار العجمي للست عجم بنت النفيس: دراسة تأويلية أنثوية لوريثة ابن عربي (مجلة جمعية ابن عربي، شتاء 2009) [31]

### المحاضرات
- محاضرة معهد الحياة الدولية حول الدين والعنف: خيانة التقاليد وصعود الأيديولوجيات المتطرفة الحديثة في ليبيا أ. قسم العلوم السياسية، جامعة فيينا، بالتعاون مع منصة الأبحاث "الدين والتحول في المجتمع المعاصر". 2017. [32]
- المحاضرة الحادية والخمسون في إنسبروكر حول النوع الاجتماعي وبناء السلام بما يتجاوز مسألة الإدماج والإقصاء. جامعة انسبروك. 2017. [33]

- مؤتمر المرأة والجنس والسياسة في كلية كوينز بجامعة نيويورك. 2016. [34]

- "ورحمتي وسعت كل شيء": السلام في ضوء ميتافيزيقيا أكبري للرحمة. مؤتمر تراث ابن عربي. جامعة كولومبيا. 2015 [35]

- فهم دور الجهات الدينية في مواجهة التطرف العنيف. المعهد المتحد للسلام. 2015. [36]

- حقوق الإنسان في الشوارع: القيادة والتعبئة بعد الربيع العربي كلية الحقوق بجامعة ييل. 2017. [37]

- لماذا فشلت الثورة الليبية وقد تنجح؟ TEDxWomen. 2013. [38]

- حقوق المرأة والدساتير العربية الجديدة. مجلس العلاقات الخارجية. 2013. [39]

- مريم: وجهة نظر صوفية - رمز للروح العالمية المتقبلة والمصفوفة الإبداعية. جامعة أكسفورد. 2014. [40]

- يهدف تقرير "النوع الاجتماعي وبناء الدولة في الشرق الأوسط: إعلام الإصلاح الدستوري اليمني من خلال الدروس العالمية والسياقات المحلية" إلى إبراز الحوار بين المناطق بشأن النهج السليم لضمان الإصلاح الطويل الأمد لحقوق المرأة العربية خلال فترة التغيير السياسي وعدم اليقين الاقتصادي في اليمن وفي جميع أنحاء المنطقة. تم تنظيم هذا الحدث بالتعاون بين البنك الدولي ومعهد فعالية الدولة في واشنطن العاصمة. 2013.

- التحديات التي تواجه أمن المرأة في منطقة الشرق الأوسط وشمال أفريقيا. المعهد المتحد للسلام: مركز وودرو ويلسون في واشنطن العاصمة. 2013. [41]

- البحث عن السلام في ليبيا. مهرجان تشيلتنهام الأدبي لصحيفة تايمز 2012. تم تنظيمه بالتعاون مع برنامج الحوار بين الأديان بجامعة كامبريدج. 2012.

- السمعة البريطانية والربيع العربي: بناء الثقة والعلاقات في أوقات الاضطرابات. جامعة كامبريدج، كلية المجدلية. 2012. [42]

## روابط خارجية
- Zahra' Langhi at TEDxWomen 2012 على يوتيوب
- Why Libya's revolution didn't work -- and what might - Zahra' Langhi (TED-Ed) على يوتيوب
- The Stream - Libyan activist Zahra' Langhi on 'feminine discourse' in political reconciliation (Al Jazeera English) على يوتيوب
- Zahra' Langhi on acknowledging the diversity among Muslim women (Woman in the World) على يوتيوب
- SAMAR Media - Me and my country, 5 years into the Arab uprisings - Zahra' Langhi (Libya) (SamarMediaTv) على يوتيوب
- iKNOW Politics interview of Zahra' Langhi Part 1 (Arabic) على يوتيوب
- Interview with RN MENA Advocate Zahra' Langhi على يوتيوب
- كلمة الافتتاح للسيدة الزهراء لنقي في ندوة "الوسطية و الهوية الدينية المغاربية" على يوتيوب